# 松平宗発
松平 宗発（まつだいら むねあきら）は、江戸時代後期の大名、老中。丹後国宮津藩5代藩主。本庄松平家8代。
第3代藩主・松平資承の三男。第4代藩主・松平宗允の弟。正室は牧野康儔の娘。

## 生涯
奏者番、寺社奉行、大坂城代、京都所司代を経て、老中に就任した。藩の財政回復のために万人講という政策を行った。万人講は、領民に1日3文の貯蓄をさせ、毎月庄屋がそれを集めて上納させる政策であったが、各地で反対する打ち壊しが発生し、文政2年（1822年）に廃止された。宗発死後、家督は養子の宗秀（宗允の三男）が継いだ。

## 略歴
- 1782年（天明2年） 誕生
- 1808年（文化5年） 宮津藩相続
- 1809年（文化6年） 縁組
- 1812年（文化9年） 奏者番
- 1818年（文政元年） 寺社奉行兼任（8月24日）
- 1826年（文政9年） 寺社奉行免、大坂城代就任（11月23日）
- 1828年（文政11年） 大坂城代免、京都所司代就任（11月22日）
- 1831年（天保2年） 京都所司代免、老中就任
- 1840年（天保11年） 卒（享年59）

## 系譜
- 父：松平資承（1749-1800）
- 母：不詳
- 養父：松平宗允（1780-1816）
- 正室：牧野康儔の娘
- 生母不明の子女
  - 長男：松平宗篤
  - 次男：那須資懐 - 那須資礼の養子
  - 三男：村上常要
  - 四男：戸川安行 - 戸川安民の養子
  - 女子：西尾忠固正室
  - 女子：洵子 - 松平忠栄継室
  - 女子：青山幸礼正室
  - 女子：松平信宝継室
  - 女子：安藤信正正室
  - 女子：安部信任正室
  - 女子：久野純固室
  - 女子：中西元良室
- 養子
  - 男子：松平宗秀（1809-1873） - 松平宗允の三男